# انتخابات مجلس شورای ملی (۱۳۰۷)
در انتخابات مجلس هفتم توسط ارتش و وزارت کشور و  آرا انجام شد. دستچین کردن نمایندگان مورد تأیید رضا شاه و انتخاب برای نمایندگی مجلس برای اطمینان از حذف سرکشی ها صورت پذیرفت و داوطلبانِ از نظر شاه نامناسب که برای نامزدی اصرار داشتند به زندان فرستاده شده و یا از محل زندگی خود تبعید شدند.
در طول مبارزات انتخاباتی تمام سخنرانی‌های عمومی توسط شهربانی ممنوع شد.
در این انتخابات حسن مدرس که در تهران بیشترین رای را در انتخابات پیشین بدست آورده بود، بدون حتی یک رای از انتخابات کنار گذاشته شد او در اعتراض به نتایج می‌پرسید "آن رای من که به خودم دادم چه شد؟". نامزدهای دیگر مانند محمد مصدق، حسن تقی‌زاده و حسین علاء با وجود تقاضا برای آن‌ها انتخاب نشدند.
نامزدهای سلطنت طلب طرفدار رضا شاه در حزب ترقی جمع شده و موفق به بدست آوردن اکثریت مجلس با کسب حدود ۹۰ درصد از کرسی مجلس گشتند.
اپوزیسیون با تنها دو کرسی توسط محمد فرخی یزدی، به نمایندگی از یزد و محمود رضا از لاهیجان به عنوان یک اقلیت تشکیل شد.